# Крух (филм)
„Крух“ је југословенски филм из 1968. године. Режирао га је Ванча Кљаковић, а сценарио је писао Чедо Прица.

## Улоге
| Глумац         | Улога |
| -------------- | ----- |
| Љубица Јовић   |       |
| Стево Крњајић  |       |
| Иван Шубић     |       |
| Нада Суботић   |       |
| Мирко Војковић |       |